# 特里胡埃克
特里胡埃克，是西班牙卡斯蒂利亚-拉曼恰瓜达拉哈拉省的一个市镇。总面积36平方公里，总人口571人（2001年），人口密度16人/平方公里。